# Campeonato Paranaense 1985
In 1985 werd het 71ste Campeonato Paranaense gespeeld voor voetbalclubs uit de Braziliaanse staat Paraná. De competitie werd gespeeld van 22 juni tot 10 november en werd georganiseerd door de Federação Paranaense de Futebol. De competitie werd verdeeld over twee toernooien. In het eerste toernooi werden de teams geografisch eerst in drie groepen van vier verdeeld. De groepswinnaars kregen een bonuspunt voor het hoofdtoernooi waaraan alle teams deelnamen. Omdat Atlético Paranaense beide toernooien won werd er geen finale gespeeld. 

## Eerste toernooi

### Eerste fase

#### Taça Curitiba
| Plaats | Club                | Wed. | W | G | V | Saldo | Ptn. |
| ------ | ------------------- | ---- | - | - | - | ----- | ---- |
| 1.     | Pinheiros           | 5    | 3 | 2 | 0 | 7:3   | 8    |
| 2.     | Atlético Paranaense | 6    | 2 | 2 | 2 | 4:5   | 6    |
| 3.     | Coritiba            | 5    | 1 | 2 | 2 | 6:6   | 4    |
| 4.     | Colorado            | 6    | 1 | 2 | 3 | 4:7   | 4    |

|  | Groepswinnaar, krijgt één bonuspunt in tweede toernooi |

#### Taça Soja
| Plaats | Club        | Wed. | W | G | V | Saldo | Ptn. |
| ------ | ----------- | ---- | - | - | - | ----- | ---- |
| 1.     | Apucarana   | 6    | 2 | 4 | 0 | 8:6   | 8    |
| 2.     | Cascavel    | 6    | 2 | 2 | 2 | 5:6   | 6    |
| 3.     | Toledo FC   | 6    | 1 | 4 | 1 | 5:4   | 6    |
| 4.     | Pato Branco | 6    | 1 | 2 | 3 | 2:4   | 4    |

|  | Groepswinnaar, krijgt één bonuspunt in tweede toernooi |

#### Taça Café
| Plaats | Club              | Wed. | W | G | V | Saldo | Ptn. |
| ------ | ----------------- | ---- | - | - | - | ----- | ---- |
| 1.     | Grêmio Maringá    | 6    | 3 | 1 | 2 | 7:8   | 7    |
| 2.     | União Bandeirante | 6    | 2 | 2 | 2 | 8:6   | 6    |
| 3.     | Matsubara         | 6    | 2 | 2 | 2 | 5:5   | 6    |
| 4.     | Londrina          | 6    | 1 | 3 | 2 | 6:7   | 1    |

|  | Groepswinnaar, krijgt één bonuspunt in tweede toernooi |

### Tweede fase
| Plaats | Club                | Wed. | W | G | V | Saldo | Ptn. |
| ------ | ------------------- | ---- | - | - | - | ----- | ---- |
| 1.     | Atlético Paranaense | 11   | 7 | 2 | 2 | 14:9  | 16   |
| 2.     | Pinheiros *         | 11   | 5 | 5 | 1 | 10:4  | 16   |
| 3.     | Coritiba            | 11   | 6 | 2 | 3 | 16:8  | 14   |
| 4.     | Londrina            | 11   | 5 | 3 | 3 | 16:9  | 13   |
| 5.     | União Bandeirante   | 11   | 5 | 3 | 3 | 8:9   | 13   |
| 6.     | Grêmio Maringá *    | 11   | 4 | 3 | 4 | 14:8  | 12   |
| 7.     | Toledo FC           | 11   | 3 | 6 | 2 | 7:8   | 12   |
| 8.     | Cascavel            | 11   | 2 | 8 | 1 | 9:6   | 12   |
| 9.     | Apucarana *         | 11   | 1 | 6 | 4 | 6:10  | 9    |
| 10.    | Matsubara           | 11   | 2 | 4 | 5 | 4:9   | 8    |
| 11.    | Pato Branco         | 11   | 1 | 3 | 7 | 6:16  | 5    |
| 12.    | Colorado            | 11   | 1 | 3 | 7 | 5:19  | 5    |

|   | Winnaar eerste toernooi, krijgt 1 bonuspunt voor finalegroep |
| * | bonuspunt uit eerste fase                                    |

## Tweede toernooi
| Plaats | Club                | Wed. | W | G | V | Saldo | Ptn. |
| ------ | ------------------- | ---- | - | - | - | ----- | ---- |
| 1.     | Atlético Paranaense | 11   | 6 | 2 | 3 | 14:7  | 14   |
| 2.     | Pinheiros           | 11   | 4 | 6 | 1 | 12:6  | 14   |
| 3.     | Colorado            | 11   | 4 | 5 | 2 | 11:8  | 13   |
| 4.     | Cascavel            | 11   | 4 | 5 | 2 | 11:10 | 13   |
| 5.     | Apucarana           | 11   | 4 | 4 | 3 | 6:7   | 12   |
| 6.     | União Bandeirante   | 11   | 3 | 6 | 2 | 10:5  | 12   |
| 7.     | Matsubara           | 11   | 3 | 6 | 2 | 8:9   | 12   |
| 8.     | Coritiba            | 11   | 3 | 5 | 3 | 8:6   | 11   |
| 9.     | Grêmio Maringá      | 11   | 3 | 5 | 3 | 6:9   | 11   |
| 10.    | Pato Branco         | 11   | 2 | 3 | 6 | 10:15 | 7    |
| 11.    | Londrina            | 11   | 1 | 5 | 5 | 4:10  | 7    |
| 12.    | Toledo FC           | 11   | 1 | 4 | 6 | 4:12  | 6    |

## Kampioen
| Campeonato Paranaense de 1985            |
| Paraná                                   |
| ---------------------------------------- |
| ATLÉTICO PARANAENSE Kampioen (14° titel) |